# Daniel Fredheim Holm
Vous pouvez aider à l'améliorer ou bien discuter des problèmes sur sa page de discussion.
- Il ne cite pas suffisamment ses sources. Vous pouvez indiquer les passages à sourcer avec {{référence nécessaire}} ou {{Référence souhaitée}}, et inclure les références utiles en les liant aux notes de bas de page. (Marqué depuis avril 2024)
- Certaines informations devraient être mieux reliées aux sources mentionnées dans la bibliographie ou les liens externes. Améliorez sa vérifiabilité en les associant par des références. (Marqué depuis avril 2024)

- Archive Wikiwix
- Bing
- Cairn
- DuckDuckGo
- E. Universalis
- Gallica
- Google
- G. Books
- G. News
- G. Scholar
- Persée
- Qwant
- (zh) Baidu
- (ru) Yandex
- (wd) trouver des œuvres sur Wikidata

Daniel Fredheim Holm est un footballeur norvégien, né le 30 juillet 1985 à Oslo en Norvège. Il évolue comme attaquant ou ailier.
Daniel est le demi-frère de Thomas Holm.

## Sélection nationale
- Norvège : 3 sélections

Daniel Fredheim Holm obtient sa première sélection le 28 mars 2007 contre la Turquie en match de qualification pour le Championnat d'Europe 2008 qui se termine sur un score nul (2-2).
Remplaçant pour sa première apparition, il a été titulaire lors des deux autres sélections qu'il a connu durant l'année 2008. 

## Palmarès
Vålerenga IF
- Champion de Norvège (1) : 2005
- Vainqueur de la Coupe de Norvège (1) : 2008